# Dolichoderus beccarii
Dolichoderus beccarii é uma espécie de formiga do gênero Dolichoderus.